# 万斐成
万斐成（1865年—1923年），名慎、慎子，别名人敌，字斐成，以字行，四川泸州安贤乡人。清末民初政治人物。

## 生平
万斐成少年时代起便喜欢作诗文，其风格类似明朝“七子”，而且善于作对联，人称“万大对联”。清朝光绪年间，四川学台张之洞赴泸州主考生员时，从阅卷房师淘汰的卷子之中，见万斐成的试卷文理及议论均佳，只是字不好，便在该试卷上题“文在格内，字在格外。”揭榜之后，张之洞召见了万斐成并进行勉励，还将其别名改为“慎”，戒其勿自满。不久，万斐成赴北京、成都等地游学，參加南、北鄉試未中，但获選為翰林院孔目。
此后，万斐成先后在江西巡抚王之春、山東巡撫李秉衡幕府任幕賓，其间结交不少名士。万斐成在文学上主张寫實主義，反對桐城派的復古。在山東巡撫幕府任職期间，曾代擬《山東緩撤防兵疏》、《致劉淵亭鎮軍書》等，其中提到：“和局不可久持，兵可百年無戰，不可一日無備。泰西諸國夾其堅船利炮，侵盜我疆。若不竭我中國之財，不盡我中國之地而不止。”
1894年甲午戰爭爆發后，万斐成投筆從戒，參加战争。後来，清朝在戰爭中失敗，万斐成三次赴北京，并且游历了中原及東三省，还大力进行文學创作，有蘇東坡、陳同父子的文風，自成一派。
清末民初，万斐成歷任瀘州川南書院、鶴山書院，川北安嶽風山書院院長，四川諮議局議員，瀘州中學堂堂長，瀘州修志局總篡，北京资政院議員，四川省銅梁縣知事等职务。後来，万斐成棄職回到家乡，在家创作詩文。
1923年，万斐成病逝。

## 著作
- 續修《永寧廳縣合志》
- 《山憨山房文集》
- 《南昌旅次懷人詩》